# Josef Švejnoha
Josef Švejnoha (6. září 1945 Praha – 1. listopadu 2015 Praha) byl český učitel, historik, publicista, spisovatel a činovník Československého a Českého Červeného kříže.

## Život
Narodil se v Praze, kde vystudoval Pedagogickou fakultu Univerzity Karlovy. Mezi roky 1965–1971 učil na základní škole češtinu, ruštinu a dějepis. V letech 1971–1975 pracoval v Osvětovém ústavu v Praze, do roku 1977 na českém ministerstvu kultury v odboru pro vzdělávání dospělých. V letech 1977–1991 působil v různých vedoucích funkcích jako zaměstnanec Červeného kříže (do roku 1983 na Českém ústředním výboru ČSČK a posléze ve výboru federálním). Roky 1991–1999 profesně strávil coby tajemník Svazu diabetiků v ČR a v letech 1999–2007 pracoval opět v ČČK jako vedoucí Úseku odborných činností. Do důchodu odešel v roce 2007.

## Dílo
Národní knihovna České republiky má ve svých fondech 37 publikací, jejichž je Josef Švejnoha autor nebo spoluautor. Některá Švejnohova díla však vlastní pouze knihovny poboček ČČK či specializované bibliotéky a NK ČR je neeviduje. Švejnohova literární činnost byla tematicky poměrně rozsáhlá, zahrnuje například příručky a kuchařky pro diabetiky, publikace o dějinách Červeného kříže, významných osobnostech téže organizace, jakož i knižní kurikula Hany Benešové a Alice Masarykové. Autor vytvářel také instruktážní videokazety pro diabetiky a publikoval v Novinách Červeného kříže, kde na sklonku profesní dráhy zastával funkci šéfredaktora. V historických pracích o dějinách ČK navázal na dílo svého předchůdce, spisovatele a rovněž významného činovníka tuzemské pobočky Červeného kříže – Ing. PhDr. Otakara Dorazila.

### Knižní vydání (výběr)
- Léčivé rostliny a cukrovka (Praha: Svaz diabetiků, 1997)
- Slovníček pro diabetiky (Praha: Svaz diabetiků ČR, 1998)
- 80 let činnosti Českého červeného kříže, 1919–1999 (Praha: ČČK, 1999)
- Alice Masaryková – první předsedkyně Československého červeného kříže (Praha: ČČK, 2003)
- Florence Nightingalová – zakladatelka dobrovolné ošetřovatelské péče (Praha: Úřad ČČK, 2004)
- Henri Dunant – zakladatel Mezinárodního hnutí Červeného kříže (Praha: ČČK, 2004)
- Hana Benešová – čestná předsedkyně Československého červeného kříže (Praha: Úřad ČČK, 2005)
- Červený kříž a Červený půlměsíc (Praha: ČČK, 2006)
- Historie Mezinárodního Červeného kříže (Praha: Úřad ČČK, 2008)